# Pero curla
Pero curla là một loài bướm đêm trong họ Geometridae.